# Raghu Raj Bahadur
Raghu Raj Bahadur (ur. 1924, zm. 1997) – indyjski statystyk, profesor Uniwersytetu w Chicago. Twórca tzw. efektywności Bahadura oraz współtwórca algorytmu Andersona–Bahadura.